# Tilo Berlin
Tilo Berlin (* 17. November 1958 in Hannover) war ab 1. Juni 2007 Vorstandsvorsitzender der Hypo Group Alpe Adria. Am Zustandekommen des Verkaufes der Mehrheitsanteile an der Hypo Group Alpe Adria an die BayernLB war er maßgeblich beteiligt.
Berlin wuchs in Wien auf. Nach Matura und juristischem Studium an den Universitäten Salzburg und Wien und anschließender Promotion übernahm er erste Funktionen in der Finanzwirtschaft bei der Deutsche Bank AG, bei der er nach verschiedenen Stationen zuletzt die Konzernplanung leitete. Im Jahr 1993 wurde er in den Vorstand der Landesgirokasse Stuttgart, später in den Vorstand der Landesbank Baden-Württemberg berufen. 1999 wechselte er als Partner zu M.M. Warburg & Co. in Hamburg. Im Jahr 2002 gründete er die Berlin & Co. AG, einen Family-Office-Anbieter. 
Mit April 2009 schied Berlin wegen unterschiedlicher Auffassungen mit dem Mehrheitseigentümer bezüglich der Unternehmensstrategie aus dem Vorstand der Hypo Group Alpe Adria aus. Im Rahmen der Tilo Berlin Kärnten Stiftung, unter der Leitung des Wirtschaftsexperten Fredmund Malik, werden seit Dezember 2009 Stadtentwicklungskonzepte entworfen.
Über die ehemalige B&Co Privatstiftung (heute: Mons Carantanus Privatstiftung, in Anlehnung an den Kärntner Ulrichsberg) war Tilo Berlin als einer der Stifter an dem Beteiligungsvehikel in Luxemburg, der Berlin & Co Capital S.à r.l., beteiligt. Diese luxemburgische Berlin-Firma übernimmt im Dezember 2006 für 125 Millionen Euro einen Anteil von 4,5 Prozent an der Hypo Alpe Adria. Im Jahr darauf erhöhte sie ihren Anteil für weitere 125 Millionen Euro und hielt in der Folge eine Sperrminorität an der Bank, die sie im Jahr 2007 gewinnbringend an die BayernLB weiterreichte. Die Münchner Staatsanwaltschaft unter der Leitung von Oberstaatsanwältin Hildegard Bäumler-Hösl durchleuchtet den Verkauf der Kärntner Hypo an die BayernLB, bei dem die Berlin-&-Co-Gruppe innerhalb weniger Monate 150 Millionen Euro verdiente. Seit Januar 2010 werden die Ermittlungen auch auf Tilo Berlin selbst und weitere Personen ausgedehnt.
Seit 1986 ist Berlin mit der Kärntnerin Filippa, geborene Goëss, verheiratet und hat mit ihr drei Kinder. Er wohnt mit seiner Familie am Ulrichshof, der am Kärntner Ulrichsberg liegt, und bewirtschaftet dort einen Biobauernhof.

## Hypo Alpe Adria Skandal
Er wurde 2014 als Ex-Chef der Hypo Alpe Adria zu 26 Monaten Haft verurteilt. Berlin und anderen Bankmanagern wurde vorgeworfen, beim Verkauf der Kärntner Bank an die BayernLB wichtige Informationen über die Kapitalausstattung des österreichischen Instituts verschwiegen zu haben. Ende Februar waren bereits drei andere Ex-Hypo-Vorstände zu mehrjährigen Haftstrafen verurteilt worden. Berlin konnte damals aus gesundheitlichen Gründen nicht erscheinen. Gegen das Urteil legte Berlin Berufung beim Obersten Gerichtshof (OGH) ein. Im Oktober 2015 empfahl der Generalprokurator dem OGH, das Urteil gegen Berlin zu bestätigen. Gegenstand des Verfahrens war auch eine Sonderdividende, die nach Auffassung des Gerichts satzungswidrig ausgeschüttet worden sei. Das Gutachten eines von der Staatsanwaltschaft Klagenfurt beauftragten Wirtschaftsprüfers entlastete Berlin im November 2015 von diesem Verdacht, da der Gutachter keine hinreichenden Beweise für eine Bestätigung des Vorwurfs erkennen konnte.
Im April 2016 hob der OGH die erstinstanzlichen Urteile teilweise auf. Nach Auffassung des Gerichts waren die von der Vorinstanz getroffenen Feststellungen für eine Bestätigung des Untreuevorwurfs nicht hinreichend. Berlin wurde schließlich zu einer Haftstrafe von 34 Monaten verurteilt.